# نسطوری
نِسطوری یا نِستوری شاخه‌ای از مسیحیت است که مبانی آن نخستین بار توسط نسطوریوس مطرح شد. نستوری‌ها بر این باورند که در عیسی مسیح دو شخص و دو طبیعت وجود داشت: طبیعت آدمی «عیسی» و طبیعت الهی، پسر خدا یا لوگوس.
نسطوریوس (نسطور) اسقف قسطنطنیه، متولد در جرمانیسی (شهر قهرمان مرعش در ترکیه امروزی) در حدود ۳۸۶ م؛ و متوفی در لیبی در حدود ۴۵۱ م. وی شاگرد تئودور از مردم مپسوس بود. وی نخست به دیر سن‌اپرپر نزدیک انطاکیه رفت. تئودوز دوم او را به اسقفی قسطنطنیه منصوب کرد (سال ۴۲۸ م). وی ابتدا بر ضد پیروان آریوس اقداماتی کرد، اما به‌زودی معتقد شد که در عیسی دو شخص و دو طبیعت وجود دارد. امپراتور که در ابتدا موافق او بود، پس از محکومیت عقاید او، از قبول بدعت وی دست کشید و به او اجازه داد که در صومعهٔ «سن‌اپرپر» انزوا گزیند، ولی بعدها وی را به واحه‌ای در صحرای لیبی تبعید کرد (سال ۴۳۵ م).
از دورهٔ سلطنت پیروز یکم، شاهنشاه ساسانی (۴۵۹ – ۴۸۳ میلادی)، به بعد بر اثر آنکه زعمای مدرسهٔ ایرانیان که در رُها (یونانی:اِدِسا) دایر بود عقاید نسطوریوس را پذیرفته و در نتیجهٔ اخراج از رها و قلمرو حکومت رومیان به نصیبین پناهنده شدند، این مذهب در ایران قوت یافت و حتی گاه از طرف شاهنشاهان ساسانی علی‌رغم میل رومیان تقویت شد و کلیساهای نسطوریان در بسیاری از نقاط ایران و برخی از شهرهای فرارود برپا شد و بازماندگان این مسیحیان در دورهٔ اسلامی تا حدود قرن پنجم در بسیاری از شهرهای ایران مانند نیشابور و آمل به وفور به سر می‌بردند.